# Phasia clavigralla
Phasia clavigralla là một loài ruồi trong họ Tachinidae.